# Історія освоєння мінеральних ресурсів Гаяни
За переказами на території сучасної Гаяни в давнину існувала країна золота Ельдорадо. Починаючи з XVI ст. європейські завойовники безуспішно шукали цю легендарну країну, виявляючи незначні родовища розсипного золота. У 1876-77 рр. були відкриті перші поклади бокситів. З ними в основному і пов'язана історія розвитку гірничої промисловості країни.
У 1914 р. в Гаяні створена перша бокситодобувна компанія «Demba». Активний видобуток бокситів розпочато в 1916 р. (компанія «Alcoa»). Найбільший рівень видобутку бокситів в країні досягнуто у 1970 р. — 4,4 млн т. До 1975 р. вся ця галузь була націоналізована. Спад видобутку бокситів почався у 1970-х роках. Його причини — погіршання гірничотехнічних умов видобутку, вичерпання покладів, зокрема придатних для відкритих розробок, конкуренція на міжнародному рівні. 
На початку XXI ст. у внутрішніх районах Гаяни добувають золото, алмази, марганець і боксити, сировину для алюмінієвої промисловості. Видобута сировина експортується. Всі родовища знаходяться у власності держави, яка надає концесії на їх розробку приватним компаніям.
Підготовку кадрів гірничо-геологічного профілю здійснюють в Університеті Джорджтауна (1963 р.).